# Raunds
Raunds – miasto i civil parish w Wielkiej Brytanii, w Anglii, w hrabstwie Northamptonshire, w dystrykcie (unitary authority) North Northamptonshire. Leży 13,4 km od miasta Kettering, 26,4 km od miasta Northampton i 96,9 km od Londynu. W 2001 roku miasto liczyło 8275 mieszkańców. W 2011 roku civil parish liczyła 8641 mieszkańców. Raunds jest wspomniana w Domesday Book (1086) jako Rande.
W tym mieście ma siedzibę klub piłkarski – Raunds Town F.C.